# Кленчана
Кленчана (пол. Klęczana) — село в Польщі, у гміні Ґдув Велицького повіту Малопольського воєводства.
Населення — 189 осіб (2011).

## Демографія
Демографічна структура станом на 31 березня 2011 року:
|          | Загалом | Допрацездатний вік | Працездатний вік | Постпрацездатний вік |
| -------- | ------- | ------------------ | ---------------- | -------------------- |
| Чоловіки | 96      | 25                 | 59               | 12                   |
| Жінки    | 93      | 27                 | 51               | 15                   |
| Разом    | 189     | 52                 | 110              | 27                   |